# CVT-2 Veltro
L'aeromobile CVT-2 Veltro fu, nella seconda metà degli anni '50, uno dei più brillanti velivoli della flotta di alianti italiana.

## Storia del progetto
L'aliante CVT-2 Veltro venne progettato dai fratelli Alberto e Pietro Morelli e realizzato nel 1954 nell'ambito del CVT (Centro Volo a Vela del Politecnico di Torino). Questo fu la conseguente evoluzione del primo aliante il CVT-1 Zigolo (1954). Il prototipo anticipava una serie di innovazioni, alcune delle quali, dodici anni dopo, sarebbero diventate consuetudine negli alianti moderni.
Il primo velivolo, pilotato da Alberto Morelli nel marzo 1956 oltrepassò i 7 000 m di quota e percorse nell'agosto 1957, primo in Italia, una distanza libera di 300 km.

## Tecnica
Alcuni particolari accorgimenti costruttivi furono considerati delle novità e furono introdotti per migliorarne le caratteristiche. Il prototipo, unico esemplare costruito, marche I-CVTB, nel giugno 2012 conservato dal GAVS (Gruppo Amici Velivoli Storici - Sezione Torino) in attesa di restauro.

## Parti dell'aliante

### Ala
L'ala del Veltro è di tipo monolongherone; ha una apertura totale di 15 m ed è costituita da tre parti: una centrale lunga 7 m e due parti poste alle estremità lunghe, rispettivamente di 4 m.

### Profilo laminare
Per l'ala sono stati usati i profili laminari NACA 642515 (nella sezione centrale) e NACA 642512 (per le sezioni poste alle estremità). Il rivestimento esterno è in compensato che si interrompe in corrispondenza del longherone interiore, con bordo di attacco in legno di balsa. La struttura interna dell'ala è costituita da centine molto ravvicinate (la distanza tra una centina e l'altra è di 14 cm.). Questo tipo di accorgimenti evitano ondulazioni nel profilo laminare della stessa ala.

### Superfici di comando
- Alettoni

Gli alettoni, posti nella parte dell'ala verso le estremità, hanno una apertura di 4 m con una superficie di 0,67 m² e possono flettersi fino a un massimo di 30° verso l'alto, e un massimo di 15° verso il basso.
- Ipersostentatori

Gli ipersostentatori sono del tipo a fessura e si trovano nella parte più interna dell'ala. Hanno una apertura di 3 m ed una superficie di 1,5 m².
Possono flettersi solo verso il basso fino a un massimo di 60° ed essere usati anche come alettoni di curvatura e freno aerodinamico alla massima apertura fino a una velocità di 110 km/h.
- Fusoliera

Le dimensioni della fusoliera sono le seguenti: lunghezza: 6,50 m; larghezza massima: 0,77 m; superficie frontale massima: 0,39 m². La sezione frontale della fusoliera, piuttosto ridotta, permette al pilota di stare in posizione sdraiata all'indietro. (Una novità per quel periodo). Anche per la fusoliera, come del resto per l'intero aliante, la struttura è in legno con rivestimento in compensato.
- Piani di coda

I piani di coda (impennaggio) a forma di T, sono la prima realizzazione al mondo su aliante e sono posti in modo non classico essendo il piano orizzontale situato alla sommità di quello verticale. La loro struttura interna è simile a quella delle ali con rivestimento in compensato ad eccezione delle superfici mobili che hanno un rivestimento in tela.
Le misure relative sono:
piano orizzontale: 2,8 m di apertura; superficie totale: 1,4 m²; superficie dell'elevatore: 0,57 m².
piano verticale: superficie della deriva con inclusa la pinna di congiunzione con la fusoliera: 0,67 m²; superficie del timone: 0,45 m²; allungamento: 0,85.

### I comandi
- Comandi di volo classici

Sono costituiti con barra di comando tradizionale e pedaliera. Furono montati per i voli di collaudo e si trovano sul prototipo.
- Comandi di volo ortocinetici

Sono costituiti da un unico organo di comando che permette il controllo intorno ai tre assi, di beccheggio, di rollio e direzionale. Tali comandi furono previsti per i tipi di serie.

### Carrello retrattile
È un carrello a braccio oscillante in senso longitudinale che in fase di atterraggio effettua un'azione ammortizzatrice. Le due ruote di gomma piena, invece, consentono la manovra a terra, con una funzione di frenatura in fase di atterraggio, smorzandone la corsa.